# Ареццо (провінція)
Провінція Ареццо (італ. Provincia di Arezzo) — провінція в Італії, у регіоні Тоскана.
Площа провінції — 3 235 км², населення — 350 700 осіб.
Столицею провінції є місто Ареццо.

## Географія
Межує з регіоном Емілія-Романья (провінцією Форлі-Чезена) на півночі, з регіоном Марке (провінцією Пезаро і Урбіно) на північному сході, з регіоном Умбрія (провінцією Перуджа) на сході, з провінцією Сьєна на південному заході і з провінцією Фіренце на північному заході.